# Departamento Administrativo do Serviço Público
O Departamento Administrativo do Serviço Público (DASP) foi um órgão público do governo federal brasileiro, criado pelo decreto-lei nº 579, de 30 de julho de 1938, durante o governo de Getúlio Vargas (período do Estado Novo). Fazia parte de um esforço de reforma na administração pública brasileira, e já estava previsto na constituição de 1937. Além de fornecer elementos para melhoria da máquina pública, o DASP deveria fornecer assessoria técnica ao presidente da república e elaborar a proposta orçamentária

## História
O DASP foi precedido pela criação da Comissão Permanente de Padronização (1930), pela Comissão Central de Compras (1931) e pelo Conselho Federal do Serviço Público Civil (1936), órgãos que também visavam emprestar caráter mais racional à administração pública brasileira. Deste último herdou não apenas as funções, mas também o comando. Durante todo o período em que o DASP esteve ativo teve como chefe Luiz Simões Lopes, ex-presidente do Conselho Federal do Serviço Público Civil e da Comissão de Reajustamento de Funcionários Civis.
Segundo o decreto-lei nº 579, são funções do DASP:
| “ | a) o estado pormenorizado das repartições, departamentos e estabelecimentos públicos, com o fim de determinar, do ponto de vista da economia e eficiência, as modificações a serem feitas na organização dos serviços públicos, sua distribuição e agrupamentos, dotações orçamentárias, condições e processos de trabalho, relações de uns com os outros e com o público; b) organizar anualmente, de acordo com as instruções do Presidente da República, a proposta orçamentária a ser enviada por este à Câmara dos Deputados; c) fiscalizar, por delegação do Presidente da República e na conformidade das suas instruções, a execução orçamentária; d) selecionar os candidatos aos cargos públicos federais, excetuados os das Secretarias da Câmara dos Deputados e do Conselho Federal e os do magistério e da magistratura; e) promover a readaptação e o aperfeiçoamento dos funcionários civis da União; f) estudar e fixar os padrões e especificações do material para uso nos serviços públicos; g) auxiliar o Presidente da República no exame dos projetos de lei submetidos a sanção; h) inspecionar os serviços públicos; i) apresentar anualmente ao Presidente da República relatório pormenorizado dos trabalhos realizados e em andamento. | ” |

Estas atribuições se desdobraram na elaboração de concursos públicos para acesso aos cargos no governo federal (item d, acima), e a elaboração do primeiro estatuto dos funcionários públicos do Brasil (com a fixação de deveres e direitos dos servidores federais). Outra importante atribuição foi a fiscalização do orçamento, que assumiu a partir de 1945.
Chocou-se com a resilência de antigas práticas clientelistas e um resquício de administração patrimonialista, que ainda persistia no governo federal. Após a queda de Getúlio Vargas (1946), foi administrativamente esvaziado, passando a exercer atividades de assessoramento, além da realização de concursos para o funcionalismo federal e o seu aperfeiçoamento. 
Com o governo militar teve o seu nome alterado para Departamento Administrativo do Pessoal Civil, por força do decreto-lei nº 200, de 25 de fevereiro de 1967, definindo a sua incompetência para as questões do serviço público na esfera das Forças Armadas. Volta a antiga denominação por lei nº 6 228, de 15 de julho de 1975. Através do decreto nº 91 147, de 15 de março de 1985, passou a se vincular ao Ministro de Estado Extraordinário para Assuntos de Administração, deixando de ser o órgão de assessoramento imediato do Presidente da República. Com o decreto nº 93 211, de 3 de setembro de 1986, o órgão é extinto e substituído pela Secretaria da Administração Pública da Presidência da República - SEDAP.

## Administração
O DASP era composto por um Conselho Deliberativo, sob a presidência de um Presidente (art. 4º) e por diretores (art. 5º), todos nomeados em comissão pelo Presidente da República. Os diretores dirigiam as seguintes divisões: Divisão de Organização e Coordenação; Divisão do Funcionário Público; Divisão do Extranumerário; Divisão de Seleção e Aperfeiçoamento e Divisão do Material. Nos casos de impedimentos, o Presidente era substituído por um dos diretores de Divisão; e os diretores de Divisão eram substituídos por um outro diretor de Divisão, por designação do Presidente do DASP.
Com o decreto-lei nº 8 323-A, de 7 de dezembro de 1945, que reorganizou o DASP, mudou o nome do dirigente máximo do órgão para Diretor-Geral e substituiu o Conselho Deliberativo do órgão para Conselho de Administração, que tinha atribuição consultiva e orientadora.

## Dirigentes
| Nº | Nome                                  | Início                  | Fim                    | Presidente               |
| -- | ------------------------------------- | ----------------------- | ---------------------- | ------------------------ |
| 1  | Luís Simões Lopes                     | 4 de agosto de 1938     | 29 de outubro de 1945  | Getúlio Vargas           |
| —  | Luís Simões Lopes                     | 29 de outubro de 1945   | 5 de novembro de 1945  | José Linhares            |
| 2  | Moacyr Ribeiro Briggs                 | 6 de novembro de 1945   | 12 de dezembro de 1945 | José Linhares            |
| 3  | Abílio Mindêlo Balthar                | 13 de dezembro de 1945  | 31 de janeiro de 1946  | José Linhares            |
| —  | Abílio Mindêlo Balthar                | 31 de janeiro de 1946   | 4 de fevereiro de 1947 | Gaspar Dutra             |
| 4  | Mário Bittencourt Sampaio             | 5 de fevereiro de 1947  | 26 de dezembro de 1950 | Gaspar Dutra             |
| 5  | Paulo Poppe de Figueiredo             | 26 de dezembro de 1950  | 31 de janeiro de 1951  | Gaspar Dutra             |
| —  | Paulo Poppe de Figueiredo             | 31 de janeiro de 1951   | 8 de fevereiro de 1951 | Getúlio Vargas           |
| 6  | Arizio de Viana                       | 9 de fevereiro de 1951  | 24 de agosto de 1954   | Getúlio Vargas           |
| —  | Arizio de Viana                       | 24 de agosto de 1954    | 14 de setembro de 1954 | Café Filho               |
| 7  | Jair Tovar                            | 14 de setembro de 1954  | 3 de novembro de 1955  | Café Filho               |
| 8  | Isnard Garcia de Freitas              | 24 de novembro de 1955  | 31 de janeiro de 1956  | Nereu Ramos              |
| —  | Isnard Garcia de Freitas              | 31 de janeiro de 1956   | 7 de fevereiro de 1956 | Juscelino Kubitschek     |
| 9  | João Guilherme de Aragão              | 7 de fevereiro de 1956  | 25 de janeiro de 1961  | Juscelino Kubitschek     |
| 10 | Moacyr Ribeiro Briggs                 | 24 de fevereiro de 1961 | 25 de agosto de 1961   | Jânio Quadros            |
| —  | Moacyr Ribeiro Briggs                 | 25 de agosto de 1961    | 8 de setembro de 1961  | Ranieri Mazzilli         |
| 11 | Antônio Fonseca Pimentel              | 12 de julho de 1962     | 18 de setembro de 1962 | João Goulart             |
| —  | Antônio Fonseca Pimentel              | 24 de janeiro de 1963   | 27 de maio de 1963     | João Goulart             |
| 12 | André Carrazoni                       | 28 de maio de 1963      | 31 de março de 1964    | João Goulart             |
| —  | André Carrazoni                       | 31 de março de 1964     | 5 de abril de 1964     | Ranieri Mazzilli         |
| 13 | Francisco de Carvalho Mello           | 5 de abril de 1964      | 15 de abril de 1964    | Ranieri Mazzilli         |
| —  | Francisco de Carvalho Mello           | 15 de abril de 1964     | 5 de maio de 1964      | Castelo Branco           |
| 14 | Wagner Estelita Campos                | 6 de maio de 1964       | 26 de outubro de 1964  | Castelo Branco           |
| 15 | José Maria de Albuquerque Arantes     | 27 de outubro de 1964   | 6 de outubro de 1965   | Castelo Branco           |
| 16 | Luiz Vicente Belfort de Ouro Preto    | 7 de outubro de 1965    | 15 de março de 1967    | Castelo Branco           |
| —  | Luiz Vicente Belfort de Ouro Preto    | 15 de março de 1967     | 21 de março de 1967    | Costa e Silva            |
| 17 | Belmiro Siqueira                      | 23 de março de 1967     | 10 de abril de 1969    | Costa e Silva            |
| 18 | Glauco Antônio Lessa de Abreu e Silva | 22 de abril de 1969     | 31 de agosto de 1969   | Costa e Silva            |
| —  | Glauco Antônio Lessa de Abreu e Silva | 31 de agosto de 1969    | 30 de outubro de 1969  | Junta militar de 1969    |
| —  | Glauco Antônio Lessa de Abreu e Silva | 31 de outubro de 1969   | 15 de março de 1974    | Emílio Garrastazu Médici |
| 19 | Darcy Duarte de Siqueira              | 18 de março de 1974     | 15 de março de 1979    | Ernesto Geisel           |
| 20 | José Carlos Soares Freire             | 16 de março de 1979     | 15 de março de 1985    | João Figueiredo          |